# Slaget vid Khe Sanh
Slaget vid Khe Sanh var ett slag som utspelade sig i Sydvietnam från den 21 januari till den 8 april 1968 under Vietnamkriget mellan den Nordvietnamesiska armén (NVA) och amerikanska armén.
Den amerikanska basen vid Khe Sanh låg vid under början av kriget mycket nära den nordvietnamesiska och Laotiska gränsen och basens soldater sändes regelbundet ut i strid mot NVA förband längs med gränsen i de så kallade gränsstriderna, i syfte att störa eller stoppa flödet av reguljära nordvietnamesiska förband in i Sydvietnam. Under 1967 kunde amerikanerna konstatera truppkoncentrationer runt Khe Sanh, med två nordvietnamesiska infanteridivisioner och understödsförband (304 och 325C divisionerna, sammanlagt runt 40 000 soldater, varav runt 20 000 beräknas ha faktiskt medverkat i de följande striderna) fanns grupperade inom räckhåll för de amerikanska baserna, som pendlade runt 6 000 soldater i styrka, nästan alla från marinkåren.   
Situationen för Khe Sanh var slående lik den tidigare belägringsstriden vid Dien Bien Phu där fransmännen 14 år tidigare tillfogades ett nederlag som tvingade dem att lämna Indokina. Khe Sanh var en isolerad dal omgiven av kullar och helt beroende av försörjning från luften, med oländig terräng som möjliggjorde döljandet av mycket stora vietnamesiska styrkor. Därmed mycket lik den geografi som finns runt Dien Bien Phu. Överbefälhavaren över de amerikanska styrkorna i Vietnam general William Westmoreland fattade trots det, eller just därför, beslutet att hålla Khe Sanh. Han hoppas på att det synbarligen sårbara i positionen skulle locka Nordvietnam att erbjuda en större drabbning, med utsikten att upprepa segern vid Dien Bien Phu och förinta en stor amerikansk styrka. Det var exakt samma motiv som fransmännen haft med sin Base Aero-Terrestre i Dien Bien Phu, d.v.s. att exponera en sårbar styrka för att locka till en större drabbning. Precis som amerikanerna var de övertygade om att deras överlägsna eldkraft och markstridsförband skulle förhindra nederlag och i stället tillfoga nordvietnameserna så svåra förluster att de skulle få svårt att fortsätta krigföringen. Westmoreland hade studerat Dien Bien Phu och hade tillit till amerikanernas eldkraft, som var många gånger större än den som fransmännen haft till förfogande. Han var också personligen övertygad om att Nordvietnams överbefälhavare Vo Nguyen Giap sökte efter en upprepning av sin framgång. Giap har själv aldrig bekräftat att så var fallet. Han har i stället efteråt hävdat att operationerna runt Khe Sanh aldrig haft annat syfte än att binda amerikanska förband.  
När Tet-offensiven drog igång samtidigt med striderna vid Khe Sanh förblev Westmoreland övertygad om att detta var avledningsförsök för att förmå honom att dra undan trupper från I Corps område (norra Sydvietnam) för att göra Ke Sanh mer utsatt. Som redan nämnts uppgav Vo Nguyen Giap motsatsen, med fördelen gentemot Westmorelands uttalande att han gjorde dem långt efter kriget med facit i hand.   
Enligt samma mönster som Dien Bien Phu inleddes striderna med att omkringliggande amerikanska baser angreps, varibland basen Lang Vei föll när nordvietnameserna för första gången under Vietnamkriget använde pansarfordon i striderna (sovjetiska PT-76). Lang Vei försvarades av amerikanska specialförband (Green Berets) tillsammans med sydvietnamesiska förband (CIDG i detta fall), vilka utplånades nästan helt. Därefter angreps höjderna runt basen i Khe Sanh en efter en, med särskilt intensiva strider runt höjderna 861, 881 South, 881 North och 64. Amerikanerna höll samtliga höjder men led svåra förluster. Insatsen av eldkraft mot de nordvietnamesiska förbanden var större än något som använts i krigföring fram till den punkten, över fem ton sprängmedel per vietnamesisk soldat släpptes bara i flygbombningar, vartill kom det amerikanska artilleriet vars styrka var betydande. Trots det upptäckte amerikanerna snart sammanhängande komplex av skyttegravar som omringade hela basen i Ke Sanh. Precis som vid Dien Bien Phu hade vietnameserna lyckats dölja sina förband och började sakta omge hela basen med ett belägrande band av skyttegravar, i vilka de hade skydd mot amerikansk eldkraft och från vilka de kunde anfalla. Amerikaner som försökte lämna basen hamnade i bakhåll och försöken att sända stridspatruller mötte samma öde. Basen i Khe Sanh blev isolerad också från höjderna runt om basen, där amerikanerna hade posteringar för att skydda basen. Dessa fick försörjas separat per flyg, med växlande framgång. Under hela perioden pågick ett oavbrutet regn av artilleri och raketer över basen, liksom prickskytte mot garnisonen. Amerikanerna lyckades aldrig tysta nordvietnamesernas batterier, trots försök med ny radarutrustning, ljudsensorer och flera andra i och för sig framgångsrika experiment. Man uppskattar att 700 000 projektiler av alla slag avfyrades mot basen, vilket är 120 per person som befann sig där. 
Nordvietnameserna lyckades också störa försörjningen av basen från luften. Elden var så intensiv på landningsbanorna att större flyg som C-130 inte kunde användas mer och de mindre planen kunde inte stanna utan fick släppa last och passagerare rullande i hög fart. Amerikanerna fick allt svårare med förnödenheter och ammunition. 
Likheterna med Dien Bien Phu var snart så stora att president Johnson engagerade sig personligen dagligen i situationen, lät bygga en modell av basen på sitt tjänsterum, och försvarsministern McNamara var så hårdfört emot företaget och insisterade på evakuering att han fick avgå. Amerikansk press rapporterade dagligen om läget och Khe Sanh var också samtalsämne i snart sagt alla sammanhang och miljöer i USA, privat och offentligt. Striderna pågick samtidigt som amerikanerna hade problem med att återerövra staden Hue från FNL, där gatustriderna också rapporterades dagligen i media.   
Striderna runt Khe Sanh fortsatte in i mars 1968. Nordvietnamesiska förband gjorde stormningar av olika avgränsade delar av basen, som alla slogs tillbaka. Amerikanerna hade sedan januari satt in en kampanj med bombflyg och artilleri för att angripa nordvietnameserna runt Khe Sanh och denna fortsatte med oförminskad styrka. Inget är känt om effekterna, men nordvietnameserna befann sig praktiskt taget oavbrutet under en bombmatta. 
Den 1 april inledde USA Operation Pegasus för att bryta belägringen av Khe Sanh. Operationen lyckades efter ett inledande motstånd, varefter de nordvietnamesiska förbanden drog sig tillbaka och försvann i djungeln.  
I juli 1968 drog sig amerikanerna bort från Ke Sanh och förstörde basen. Hela regionen föll under nodvietnamesisk kontroll. 
Det är omstritt om striderna vid Khe Sanh var en seger eller ett nederlag för amerikanerna. USA använde taktiska mål för sina operationer och ur det perspektivet hade man hindrat nordvietnameserna från att uppnå ett enda av sina mål förutom Lang Vei. Det var en mycket tydlig framgång, precis som den samtidigt pågående Tetoffensiven hade slutat på precis samma sätt, d.v.s. att nordvietnameserna och Viet Cong misslyckades med att nå ett enda taktiskt mål.  
USA hade dock begränsat intresse av geografi och att hindra fienden från att uppnå geografiska taktiska mål - som att inta ett visst område - var av sekundärt intresse. Amerikanernas mål var förintandet av motståndaren och därför var förluster viktigare för dem än platser. Ur det perspektivet betraktade USA vare sig Khe Sanh eller Tetoffensiven som segrar. Man åtnjöt en utomordentligt väl utbyggd militärsjukvård och en effektiv evakueringskedja, vilket tillsammans med kroppsskydd (västar) gjorde att relativt få amerikaner stupade vid Khe Sanh (knappt 1 000 soldater). Men totalt var förlusterna närmare 6 000 amerikanska soldater, inräknat de sårade vars liv man kunde rädda men vars tjänstgöring var över. Nordvietnams förluster vid Khe Sanh förblev okända, runt 1 500 kroppar återfanns runt basen men amerikanerna beräknade att ytterligare 10-14 000 måste ha förlorats i döda och skadade. Även accepterande den beräkningen var förhållandet 1:2 i förluster i en strid där en befäst och nedgrävd försvarare angrips över öppen mark, och håller positionen, inte acceptabelt för USA. Det är lika många som fransmännen förlorade vid Dien Bien Phu i stupade och sårade, med förhållandet 1:4 mot Vietminhs förluster trots att fransmännen förfogade över mindre än en sjättedel av eldkraften som sattes in vid Khe Sanh. I Hue, som man stred om under den samtidiga Tetoffensiven, var förhållandet negativt för amerikanerna. Man förlorade fler soldater än sina fiender. Amerikanerna skulle aldrig igen efter Khe Sanh erbjuda en större drabbning och tilliten till eldkraft spelade aldrig igen en avgörande roll under Vietnamkriget (jämför striderna vid Hamburger Hill fem år senare). 
Ett annat operativt perspektiv som amerikanerna konstaterade är att Westmoreland försökte locka sin fiende till angrepp genom att erbjuda honom möjligheten att slå ut en amerikansk styrka på 6 000 soldater, och tillät honom att göra just det. Tanken med Khe Sanh som en fälla, där nordvietnamesiska förband skulle förintas av eldkraft och amerikanska förband bevaras relativt intakta, var ett uppenbart misslyckande. 
Nordvietnameserna ledde inte operationer efter taktiska målsättningar. Operationer var avsedda att uppnå politiska effekter. Den politiska effekten av Khe Sanh blev stark på den amerikanska hemmaopinionen. I ett läge där befolkningen givits intrycket att kriget var nästan över, kom mediabilder från de hårt pressade och belägrade soldaterna i Khe Sanh samtidigt som de kunde se hur gerillan angrep amerikanska ambassaden mitt i huvudstaden Saigon, och hur USA helt tappade kontrollen över kejsarstaden Hue och hade stora svårigheter med att ta tillbaka den trots att fienden lokalt var illa utrustade gerillaförband utan militär utbildning. Det blev mycket tydligt att kriget inte bara var långt ifrån över - även segern som utlovats tedde sig tvivelaktig. I USA beslutades mängden civila som skulle kallas in till kriget år för år och amerikanerna blev chockade när man beslutade att kalla in 46 000 pojkar 1968, den största kullen dittills under Vietnamkriget och återigen vid en tid när man letts att tro att det var mer eller mindre över. Opinionen mot kriget i USA, som redan var etablerad, växte sig i omedelbart samband med Khe Sanh mycket stark och skulle så förbli. Nordvietnam betraktade därmed operationerna som framgångar, även om Vo Nguyen Giap senare uttryckte att priset blev högt och att han hade hoppats på mer. Precis som Westmoreland var han övertygad om att USA förlorade sex tusen marinsoldater i en drabbning skulle landet överge kriget i Vietnam. De fick båda fel, USA fortsatte krigföringen ett decennium till efter Khe Sanh. 